# Azijske večernice
Azijske večernice, znane tudi kot efeške večernice ali večernice leta 88 pr. n. št., je dogovorno ime pobojev rimskih in drugih latinsko govorečih prebivalcev v delih zahodne Anatolije v začetku leta 88 pr. n. št.  Poboje so zagrešile sile, zveste pontskemu kralju Mitridatu VI. Evpatorju, ki je orkestriral pokol, da bi odpravil vpliv Rimske republike v Anatoliji. Ocenjuje se, da je bilo med poboji ubitih 80.000 ljudi. Incident je služil kot casus belli ali neposredni povod za prvo mitridatsko vojno med Rimsko republiko in Pontskim kraljestvom.

## Ozadje
V 100. letih pr. n. št. se je Mitridat še naprej izogibal spopadu z Rimsko republiko, ki je bila sama zaposlena v jugurtinski in kimbrski vojni. Zaradi Mitridatove podreditve Armenije in drugih ozemelj ob Črnem morju se  je rimska pozornost kljub temu usmerila na Pont. Mitridat in Nikomed III.  Bitinski sta v letih 108–107 pr. n. št. napadla in si razdelila Paflagonijo. Rimsko veleposlaništvo je protestiralo in od kraljev zahtevalo, naj se umakneta, vendar zahtev nista upoštevala.
Nekaj let pozneje, okoli leta 102 pr. n. št., sta se Nikomed in Mitridat sprla zaradi Kapadokije. Nikomed je tja poslal svojo vojsko in se poročil s kraljico vdovo Laodiko. Po Mitridatovem poskusu umora kapadoškega kralja Ariarata VII. Filometorja, je Ariarat začel vojno. Mitridat je z veliko vojsko vdrl v Kapadokijo, ubil Ariarata in poskušal prepričati Rimljane, da bi priznali njegova osvajanja. Pogajanja so bila večinoma neuspešna. Potem ko je leta 97 pr. n. št. revolucija strmoglavila Mitridatovega sina, se je Nikomed obrnil na Rim, da bi dobil njegovo podporo. To je storil tudi Mitridat. Rim je nazadnje obema kraljema ukazal, naj zapustita Kapadokijo, a jima hkrati dovolil, da še naprej vladata v svojih kraljestvih. Guverner Kilikije Lucij Kornelij Sula je za novega kralja Kapadokije postavil Ariobarzana I.
Ko je bil Rim zaposlen v socialni vojni, je Mitridat izkoristil priložnost in se povezal s Tigranom I. Armenskim. Po smrti Nikomeda III. sta Mitridat in Tigran odstranila Ariobarzana I. s kapadoškega prestola in pregnala Nikomeda IV.  iz Bitinije. Ko je novica o dogodkih prišla v Rim, je senat odredil, da se mora oba kralja vrniti na njuna prestola in tja poslal Manija Akvilija, da to opravi. Mitridat je izpolnil rimsko zahtevo po umiku in ukazal usmrtiti svojega marionetnega kralja Bitinije. Ponovno postavljena kralja Kapadokije in Bitinije sta se takoj po vrnitvi soočila z rimskim računom za njuno vrnitev na oblast. Ker računov nista mogla plačati, ju je Rim spodbudil k napadu na Pontsko kraljestvo. Napad se je izkazal za katastrofalno napako.
Mitridat je na napad odgovoril z vdorom v Kapadokijo in Bitinijo. Manij Akvilij je poskušal dobiti vojake iz Bitinije in okrepitve azijskega prokonzula Gaja Kasija in kilikijskega prokonzula Kvinta Opija. Po zmagi nad Nikomedom IV. je Mitridat premagal še Akvilija in prisilil Kasija, da se je umaknil na Egejsko morje in Rodos. Mitridat je na pohodu proti jugu prepričal prebivalce Laodikeje, da predajo prokonzula Opija. Do sredine leta 89 pr. n. št. je Mitridat premagal štiri zavezniške vojske in osvojil večino rimske Azije. Po zmagi je za pet let ukinil vse davke in imenoval satrape in nadzornike za osvojena ozemlja.
Novice o Mitridatovih zmagah in propadu rimske oblasti v Aziji so prišle v Rim jeseni 89 pr. n. št.  Rimljani so Mitridatu takoj napovedali vojno, a so zaradi socialne vojne bolj počasi oblikovali svoje sile. Poveljstvo vojske, usmerjene proti Mitridatu, je leta 88 pr. n. št. dobil prokonzul Lucij Kornelij Sula. Za zbiranje petih legij je potreboval približno osemnajst mesecev.

## Poboji
Poboji so bili preračunljiv odgovor na vojno napoved Rimljanov. Njihov namen je bil prisiliti mesta, da se postavijo na protirimsko stran. Poboji so se zgodili verjetno v prvi polovici leta 88 pr. n. št. Valerij Maksim in Memnon navajata, da je bilo ubitih približno 80.000 ljudi. Plutarh pa (manj verodostojno) trdi, da jih je bilo 150.000. Števili sta zelo verjetno pretirani. Poboji so se zgodili po Mitridatovem tajnem pismu regionalnim satrapom in voditeljem, naj trideset dni po dnevu pisanja pobijejo vse italske prebivalce, tudi ženske in otroke in osvobojence italskega porekla. Mitridat je nadalje ponudil svobodo sužnjem, ki so izdali svoje italijanske gospodarje, in odpis dolgov tistim, ki so pobili njihove upnike. Atentatorji in informatorji naj bi s pontsko zakladnico delili polovico premoženja ubitih. Prizorišča grozodejstev so bila mesta Efez, Pergamon, Adramition, Kavn, Tral, Nisa in otok Hios. V mnogo mestih so vladali tirani, zato so številni prebivalci z navdušenjem napadli svoje italske someščane, ki so jih krivili "za prevladujoče ozračje agresivnega pohlepa, pridobitništva in zlonamernih sodnih procesov".

## Rimski odgovor
Že napovedana rimska vojna Mitridatu VI. je bila odložena zaradi državljanske vojne, ki je še trajala v Rimski republiki. Senat je za vojskovodjo imenoval Sulo, ko je prevzel poveljstvo nad legijami v Noli, pa mu je senat odvzel mandat v korist Gaja Marija. Sula je na pobudo svojih mož vkorakal v Rim, da bi pred senatom uveljavil svojo avtoriteto. Prepričan vase je z minimalnim številom vojakov in brez težkih bojnih ladij prečkal Jadran, potem ko se na vzhodni fronti eno leto ni naredilo ničesar. 
Mitridat je medtem zgradil ladjevje in pred Rimljani prišel v Grčijo. Pontske sile so zasedle številne izpraznjene dele helenskega sveta. Mitridat je spodkopal oblast v Atenah, za kar je uporabil svoje tamkajšnje pristaše, vključno z njemu naklonjenimi filozofi. Rodoškega pristanišča kljub velikim naporom ni mogel zavzeti. Ko je na prizorišče prišla Sulova vojska in začela oblegati Atene, se je vsa celinska Grčija postavila na rimsko stran. Sledil je niz spopadov, znanih kot mitridatske vojne.

## Datacija pobojev
Natančen datum pokola je sporen. Nekateri ga postavljajo v konec leta 89 ali začetek leta 88 pr. n. št., drugi v prvo polovico leta 88 pr. n. št., vsekakor pa najkasneje v sredino tega leta.
Ime "efeške večernice" ("Vêpres éphésiennes") je leta 1890 skoval zgodovinar Théodore Reinach po zgledu sicilskih večernic leta 1282. Poznejši zgodovinarji so sprejeli nekaj različic izraza, pri čemer so "večernice" postale evfemizem za "pokol".